# Грчко економско чудо
Грчко економско чудо (грч. Ελληνικο οικονομικο θαυμα) описује период брзог и одрживог економског раста у Грчкој од 1950. до 1973.  На свом врхунцу, грчка економија је расла у просеку за 7,7 одсто, друга у свету после Јапана.     

## Позадина
Од 1941. до 1944. Грчка је претрпела разорне последице Другог светског рата, укључујући војну инвазију, окупацију и борбе са грчким групама отпора, што је све нанело невиђену штету ионако неразвијеној инфраструктури и економији земље. Принудни зајмови које је тражио окупаторски режим озбиљно су девалвирали драхму до тачке хиперинфлације 1943. и 1944.,  док је крај рата уступио место огорченом грађанском рату који је трајао до 1949. До 1950. релативни положај грчке привреде се драматично погоршао: приход по глави становника у смислу куповне моћи пао је са 62% на око 40%  1949.

## Економски раст
Опоравак Грчке почео је скоро одмах након завршетка грађанског рата и приписује се неколико фактора, укључујући економску и спољну политику и друштвене и културне промене.  Као и у другим европским земљама, главни катализатор су биле донације и зајмови Маршаловог плана.   Остали фактори укључују драстичну девалвацију драхме, привлачење страних инвестиција, значајан развој хемијске индустрије, развој услужне индустрије (посебно туризма) и масивне грађевинске активности везане за велике инфраструктурне пројекте и обнову грчких градова.  Грчки политички лидери као што су премијер Константинос Караманлис и парламентарци Георгиос Карталис и Спирос Маркезинис такође су заслужни за управљање повећаним инвестицијама. 
Грчке стопе раста биле су највеће током 50-их, често су прелазиле 10%, блиске онима у модерној тигар економији.   Индустријска производња је такође расла годишње за 10% током неколико година, углавном 60-их.
Међутим, раст је у великој мери проширио економски јаз између богатих и сиромашних, појачавајући политичке поделе. Караманлис је поднео оставку 1963., партија левог центра Јоргоса Папандреуа победила је на изборима 1964. године убедљиво и покренула програм друштвених реформи. У лето 1965. Константин II је приморао Папандреуа да поднесе оставку и земља је ушла у дуг период политичких превирања који су коначно довели до војне диктатуре коју су подржале САД 1967. 1974. хунта је пропала након турске инвазије на Кипар.
Укупно, грчки БДП је растао 54 од 60 година након Другог светског рата и Грчког грађанског рата.

## Последице
Маргиналне контракције БДП-а забележене су 80-их, иако су оне биле делимично уравнотежене еволуцијом грчке привреде током тог времена. Између раних 70-их и 90-их, двоцифрена инфлација, често ближа 20% него 10%, била је нормална све док се монетарна политика није променила како би се ускладила са критеријумима за придруживање еврозони. 

## Галерија
- Рудник гвоздене руде на Тасосу (1958)
- Утовар у Лименарију, Тасос, током 1950-их
- Alta A200 (1968)